# Barnwell (Northamptonshire)
Barnwell – wieś w Anglii, w hrabstwie Northamptonshire, w dystrykcie (unitary authority) North Northamptonshire. Leży 38 km na północny wschód od miasta Northampton i 108 km na północ od Londynu. Miejscowość liczy 362 mieszkańców.